# Институт математического моделирования РАН
Учреждение Российской академии наук Институт математического моделирования РАН (Институт математического моделирования, ИММ РАН) является головной организацией России в области математического моделирования. Был образован в 1990 году из 3-го отдела Института прикладной математики им. М. В. Келдыша АН СССР. Основателем института и первым его директором был академик Александр Андреевич Самарский.
Основной задачей института является разработка оптимальных математических моделей для их применения при решении актуальных задач естествознания, техники, технологий и народного хозяйства.

## Структура института
В состав института входят:
- Отдел № 2 — Отдел компьютерных моделей и методов высокотемпературной гидродинамики
  - Сектор 2.1 — Математическое моделирование высокотемпературных плазменных течений
  - Сектор 2.2 — Математическое моделирование воздействия концентрированных потоков энергии на вещество
  - Сектор 2.3 — Геометрическое моделирование и разработка прикладного программного обеспечения
- Отдел № 3 — Отдел методов и моделей в кинетике
  - Сектор 3.1 — Теория процессов переноса
- Отдел № 4 — Отдел численных методов в механике сплошной среды
  - Сектор 4.1 — Математическое моделирование в физике плазмы
- Отдел № 5 — Отдел математического моделирования и проблем вычислительной среды для высокопроизводительных вычислений
  - Сектор 5.1 — Вычислительная аэроакустика
  - Сектор 5.2 — Программное обеспечение вычислительных систем и сетей
  - Сектор 5.3 — Математическое моделирование социально-экономических процессов
  - Сектор 5.4 — Параллельные алгоритмы для задач механики сплошной среды
- Учебно-научный центр ИММ РАН[3]

## Издания ИММ
- «Математическое моделирование» — научный журнал, основанный в 1989 году и возглавлявшийся в первые годы академиком А. А. Самарским. Ныне входит в список ВАК. Гл. редактор акад. Б. Н. Четверушкин.[4]

## Известные сотрудники

### Директора
- Самарский, Александр Андреевич — академик АН СССР и РАН
- Четверушкин, Борис Николаевич — академик РАН

### Члены РАН
- Калиткин, Николай Николаевич — член-корреспондент РАН